# Военен парад
Военният парад е организирано публично събитие, в което военнослужещи маршируват, а военна техника дефилира пред зрители. Военните паради обикновено се провеждат в чест на важни държавни празници, годишнини от исторически събития или за демонстриране на военната сила и готовност на дадена държава.

## История
Военните паради са дългогодишна традиция в много култури по света. Те имат за цел да покажат военната дисциплина, организация и морал на армията. В съвременните паради участват различни военни части, включително сухопътни войски, военноморски флот и военновъздушни сили.

## Функции и значения
Военните паради служат за укрепване на патриотизма и националната гордост, както и за демонстрация на съюзите и партньорствата с други държави. Те също така могат да бъдат използвани за поддържане на висок боен дух сред военнослужещите.

## В България
Военните паради в България имат дългогодишна традиция, започваща още от времето на Третото българско царство. Някои от най-забележителните паради са провеждани през 1927 г. по повод 1000-годишнината от смъртта на цар Симеон Велики. Тези паради са демонстрирали военната мощ и дисциплина на българската армия и са били важна част от националните празници.

### Известни военни паради
- 9 септември: В миналото на 9 септември, „Денят на Народната победа“, са провеждани големи военни паради, които са демонстрирали силата на Българската народна армия.
- 6 май: В Деня на храбростта и Българската армия се организират военни паради, които почитат традициите и героизма на българските войници.
- 3 март: В Деня на Освобождението на България от османско иго често се провеждат тържества и паради, на които се демонстрира уважение към историческите събития и героите, участвали в освобождението на България.